# Mark Richards
Mark Richards OAM (Newcastle,7 de março de 1957) é um surfista australiano que foi quatro vezes campeão mundial (anos de 1979, 1980, 1981 e 1982), sendo uma vez pela antiga ISP e as três seguintes pela Associação dos Surfistas Profissionais.

## Honras
Richards foi introduzido no Hall da Fama dos Esportes da Austrália em 1985. Ele recebeu uma Medalha da Ordem da Austrália em 1994, uma Medalha Australiana dos Esportes em 2000 e uma Medalha do Centenário em 2001.